# Jeep Patriot
De Jeep Patriot is een SUV van het Amerikaanse merk Jeep. De patriot werd voor het eerst als conceptauto getoond tijdens de Internationale Automobilausstellung van 2005. De patriot werd geïntroduceerd om het gamma van Jeep uit te breiden en andere doelgroepen aan te spreken. Tijdens de New York International Auto Show van 2006 werd het productiemodel geïntroduceerd.